# Nausitz
Nausitz är en ortsteil i staden Roßleben-Wiehe i Kyffhäuserkreis i förbundslandet Thüringen i Tyskland. Nausitz var en kommun fram till den 1 januari 2019 när den uppgick i Roßleben-Wiehe. Nausitz hade 169 invånare 2018.